# Tottemo! Luckyman
Tottemo! Luckyman (とっても! ラッキーマン?, Tottemo! Rakkīman) è un manga giapponese di Hiroshi Gamō. Dal manga è stata tratta una serie televisiva anime di 50 episodi. 

## Trama
Yōichi Tsuitenai è un ragazzo sfortunato che vive in un piccolo paese. Un giorno la sua sfortuna scompare quando viene colpito da una navicella aliena e l'eroe più fortunato del cosmo, Luckyman, gli concede i suoi poteri. Yōichi diventa così Luckyman e deve difendere la Terra dalle minacce aliene, aiutato da altri supereroi come Doryokuman, Superstarman, Shoriman, Yujoman e Tensaiman.

## Personaggi

### I 16 migliori supereroi
- Luckyman (ラッキーマン) / Yōichi Tsuitenai (追手内洋一)
- Doryokuman (努力マン) / Doryoku Sugita (杉田努力)
- Superstarman (スーパースターマン) / Tagaru Medachi (目立たがる)
- Shōriman (勝利マン) / Shōri Isono (磯野勝利)
- Yūjōman (友情マン) / Yūjō Atsui (厚井友情)
- Tensaiman (天才マン) / Tensai Umaretsuki (生月天才)
- Hero Committee Chairman (ヒーロー協会会長)
- Ippiki Okamiman (一匹狼マン)
- Otoko no Roman (男のロ・マン)
- Pashiri No.1 (パシリ1号), Speedman (スピードマン)
- Sei Raman (聖・ラマン)
- Shūseiman (修正マン)
- Niceman (ナイスマン)
- Topman (トップマン)
- Spademan (スペードマン)
- Kyusesishuman (救世主マン)
- Yonaoshiman (世直しマン) / Yotchan (よっちゃん)

## Manga
Il manga è stato serializzato sulla rivista Weekly Shōnen Jump di Shūeisha dal 16 agosto 1993 al 7 luglio 1997 e in seguito raccolto in 16 volumi tankōbon, usciti tra febbraio 1994 e ottobre 1997. Il 17 aprile 2009 è iniziata una ristampa della serie in otto volumi, connclusasi il 17 luglio 2009.

## Anime

### Episodi
| Nº | Giapponese 「Kanji」 - Rōmaji                                                    | In onda    | In onda |
| Nº | Giapponese 「Kanji」 - Rōmaji                                                    | Giapponese |         |
| 1  | 「かまきり星人でラッキー!」 - kamakiri seijin de RAKKII !                        | 1994       |         |
| 2  | 「おやじまんでラッキー!」 - oyajiman de RAKKII !                                 | 1994       |         |
| 3  | 「バードマンでラッキー!」 - BAADOMAN de RAKKII !                                 | 1994       |         |
| 4  | 「最強男爵でラッキー!」 - saikyou danshaku de RAKKII !                           | 1994       |         |
| 5  | 「猛獣使いでラッキー!」 - moujuu dukai de RAKKII !                               | 1994       |         |
| 6  | 「オタッキーマンでラッキー!」 - OTAKKIIMAN de RAKKII !                           | 1994       |         |
| 7  | 「ブサイクゴンでラッキー!」 - BUSAIKUGON de RAKKII !                             | 1994       |         |
| 8  | 「努力マンでラッキー!」 - doryoku MAN de RAKKII !                                | 1994       |         |
| 9  | 「千顔マンでラッキー!」 - sen gao man de RAKKII !                                | 1994       |         |
| 10 | 「またまた最強男爵でラッキー!」 - matamata saikyou danshaku de RAKKII !          | 1994       |         |
| 11 | 「めだち変身でラッキー!」 - medachi henshin de RAKKII !                          | 1994       |         |
| 12 | 「芸術星人でラッキー!」 - geijutsu seijin de RAKKII !                            | 1994       |         |
| 13 | 「芸術星人でラッキーのつづき!」 - geijutsu seijin de RAKKII no tsuzuki !         | 1994       |         |
| 14 | 「こりずに最強男爵でラッキー!」 - korizu ni saikyou danshaku de RAKKII !         | 1994       |         |
| 15 | 「パーティー荒らしマンでラッキー!」 - PAATII arashi MAN de RAKKII !              | 1994       |         |
| 16 | 「半魚人でラッキー!」 - hangyojin de RAKKII !                                    | 1994       |         |
| 17 | 「おっかけマンでラッキー!」 - okkake MAN de RAKKII !                             | 1994       |         |
| 18 | 「借金トリマンでラッキー!」 - shakkin TORI MAN de RAKKII !                       | 1994       |         |
| 19 | 「目立の秘密でラッキー!」 - meritsu no himitsu de RAKKII !                       | 1994       |         |
| 20 | 「爆弾マンでラッキー!」 - bakudan MAN de RAKKII !                                | 1994       |         |
| 21 | 「納豆づけでラッキー!」 - nattouzuke de RAKKII !                                 | 1994       |         |
| 22 | 「納豆づけでラッキーのつづき!」 - nattouzuke de RAKKII no tsuzuki !              | 1994       |         |
| 23 | 「G-5(ジーゴ)でラッキー!」 - G-5 (JIIGO) de RAKKII !                             | 1994       |         |
| 24 | 「シンデレラでラッキー!」 - SHINDERERA de RAKKII !                               | 1994       |         |
| 25 | 「極悪教師マンでラッキー!」 - gokuaku kyoushi MAN de RAKKII !                    | 1994       |         |
| 26 | 「運動会マンでラッキー!」 - undoukai MAN de RAKKII !                             | 1994       |         |
| 27 | 「江戸時代でラッキー!」 - edo jidai de RAKKII !                                  | 1994       |         |
| 28 | 「忍者マンでラッキー!」 - ninja MAN de RAKKII !                                  | 1994       |         |
| 29 | 「スポーツマンでラッキー!」 - SUPOUTSUMAN de RAKKII !                            | 1994       |         |
| 30 | 「合体星人でラッキー!」 - gattai seijin de RAKKII !                              | 1994       |         |
| 31 | 「再会!勝利・友情・努力三兄弟」 - saikai ! shouri. yuujou. doryoku san kyoudai   | 1994       |         |
| 32 | 「非常事態!全宇宙の危機!!」 - hijou jitai ! zen uchuu no kiki !!                 | 1994       |         |
| 33 | 「努力マンの過去!兄たちの裏切り」 - doryoku MAN no kako ! oni-tachi no uragiri   | 1994       |         |
| 34 | 「狙われたヒーロー協会会長!!」 - nerawareta HIIROU kyoukai kaichou !!            | 1994       |         |
| 35 | 「来襲!恐怖の殺し屋ヒットマン!!」 - raishuu ! kyoufu no koroshi ya HITTO MAN !!  | 1994       |         |
| 36 | 「恐怖!お手手戦隊指レンジャー!!」 - kyoufu ! otete sentai yubi RENJAA !!         | 1994       |         |
| 37 | 「今、始まる!宇宙最大の戦い!!」 - ima, hajimaru ! uchuu saidai no tatakai !!     | 1995       |         |
| 38 | 「衝撃!小指グリーンの正体!!」 - shougeki ! koyubi GURIIN no shoutai !!           | 1995       |         |
| 39 | 「完全体!スピードマンターボ!!」 - kan zentai ! SUPIIDOMANTAABO !!                | 1995       |         |
| 40 | 「第二の敵!薬指イエロー」 - dai ni no teki ! kusuriyubi IEROU                    | 1995       |         |
| 41 | 「第三の敵!鋼鉄・パワー二人組」 - dai san no teki ! koutetsu. PAWAA niningumi    | 1995       |         |
| 42 | 「復活!美しき兄弟愛」 - fukkatsu ! utsukushiki kyoudai ai                        | 1995       |         |
| 43 | 「苦節50年!豆腐ゲタの威力」 - kusetsu 50 nen ! toufu GETA no iryoku              | 1995       |         |
| 44 | 「爆発!怒りの努力マン」 - bakuhatsu ! ikari no doryoku MAN                       | 1995       |         |
| 45 | 「血の嵐!努力マンのフルパワー」 - chi no arashi ! doryoku MAN no FURU PAWAA      | 1995       |         |
| 46 | 「ヒーロー伝説!天才マンの悲劇」 - HIIROU densetsu ! tensai MAN no higeki         | 1995       |         |
| 47 | 「対決!ラッキーマン対天才マン」 - taiketsu ! RAKKII MAN tai tensai MAN           | 1995       |         |
| 48 | 「残忍!最高に苦しい殺し方!!」 - zannin ! saikou ni kurushii koroshi kata !!      | 1995       |         |
| 49 | 「強敵!無敵の世直しマン」 - kyouteki ! muteki no yonaoshi MAN                    | 1995       |         |
| 50 | 「最後の決戦!最強の合体パワー!!」 - saigo no kessen ! saikyou no gattai PAWAA !! | 1995       |         |

## Videogiochi
Luckyman appare come personaggio giocabile nel videogioco J-Stars Victory Vs.